# Yushan, Ma'anshan
Yushan (în chineză: 雨山; pinyin: Yǔshān) este un district al orașului Ma'anshan⁠(d), provincia Anhui, China.

## Diviziuni administrative
Districtul Yushan are 4 subdistricte, 2 orașe și un municipiu.
4 subdistricte
- Subdistrictul Pinghu (平湖街道)
- Subdistrictul Anmin (安民街道)
- Subdistrictul Yushan (雨山街道)
- Subdistrictul Caishi (采石街道)

2 orașe
- Xiangshan (向山镇)
- Yintang (银塘镇)

Municipii
- Municipiul Jiashan (佳山乡)